# ドルバダーン城 (絵画)
『ドルバダーン城』（ドルバダーンじょう、英: Dolbadern Castle）は、イギリスの画家ジョゼフ・マロード・ウィリアム・ターナーが1800年に描いた絵画。
『ドルバダーン城、北ウェールズ』（英: Dolbadern Castle, North Wales）とも。ロンドンのロイヤル・アカデミー・オブ・アーツに所蔵されている。

## 作品
本作は、1800年のロイヤル・アカデミー展に出品された。展覧会のカタログには、ターナーが自ら作った詩が掲載されている。その中に登場する “OWEN” は、ウェールズの王子オーウェン (Owain Goch ap Gruffydd) であると考えられている。
ドルバダーン城は、ウェールズの北西部に13世紀に建造された城であり、その石造りの円柱形のキープの廃墟が、岩山がそそり立っている中に描かれている。
オーウェンは、兄弟間の権力争いに敗北し、弟の手によって1255年から1277年までの23年間、ドルバダーン城に幽閉された。そのことの虚しさを表現するかのように、画面は全体的に陰気な雰囲気や厳粛さをもって描かれており、手前に描かれている人物は山々が雄大であるのを強調するかのように極端に小さくなっている。
法政大学教授の荒川裕子は、「岩山の険しさや明暗のコントラストを強調するだけでなく、人間の運命や歴史の変転といった要素を織り込むことにより、 単なる風景画を超えて歴史画の領域に近づいている」と評価している。

## 製作の経緯

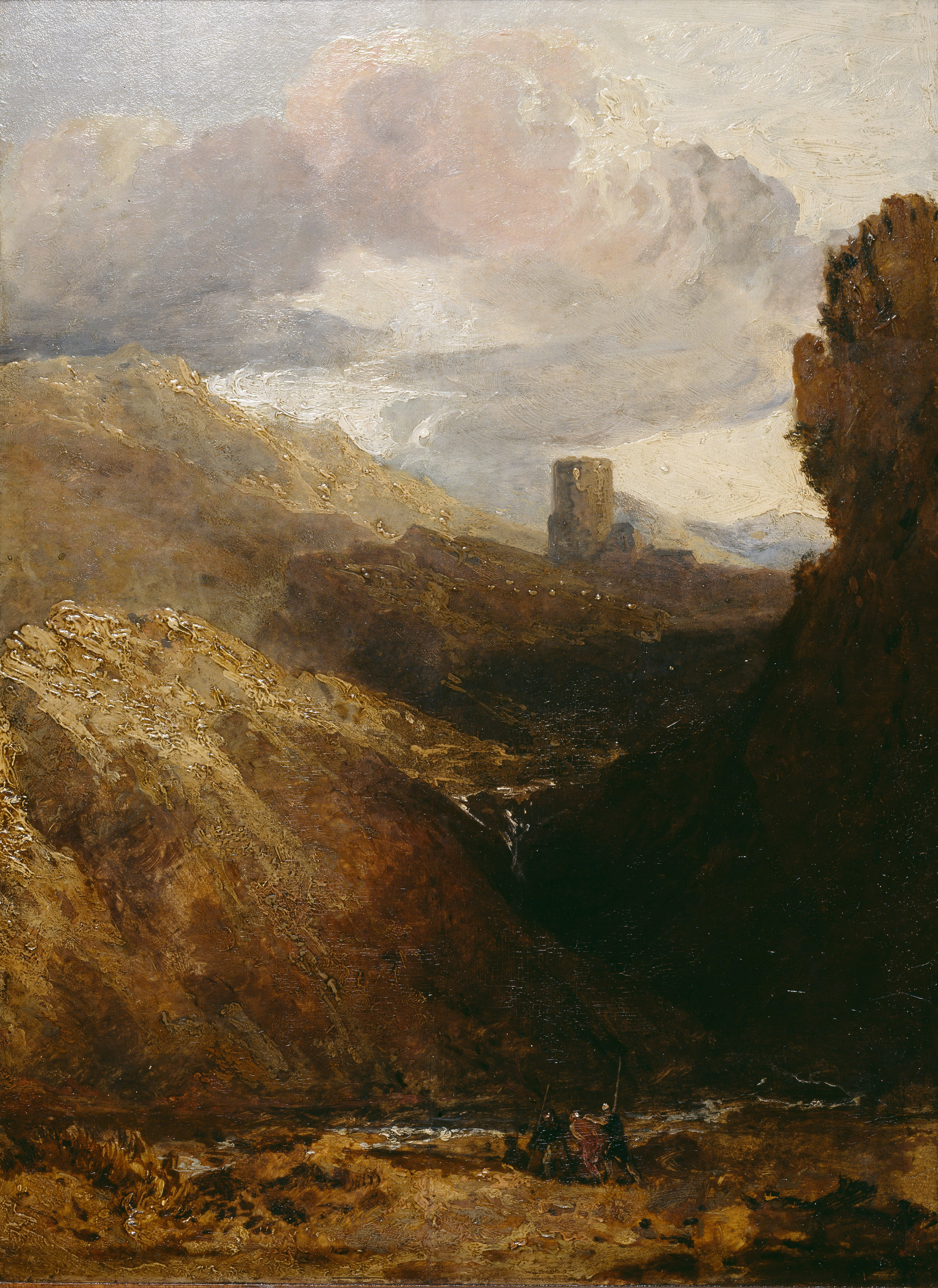
『ドルバダーン城』、1799年 - 1800年、ウェールズ国立図書館蔵

ターナーは、1798年および1799年に立て続けに北ウェールズ地方を訪れており、ドルバダーン城およびその周辺を多数のスケッチに描いている。
『ドルバダーン城：色彩習作』は、1798年から1799年頃に描かれた水彩素描であり、テート・ギャラリーに所蔵されている。この習作は、1798年に描かれた鉛筆スケッチをもとに製作された。薄い青色の下塗りを紙の全体に行ったうえで、ウェールズのスノードニアの山並みを遠くの方に望む、広く大きい眺めを描き出している。

『「ドルバダーン城、北ウェールズ」のための構図習作』は、1799年から1800年頃にチョークを用いて描かれた習作であり、テート・ギャラリーに所蔵されている。円柱形の塔のシルエットが逆光の中に浮かび上がっている様子にスポットが当てられており、ターナーが、光と色彩を組み合わせて絵画を製作していったことは、本作によって窺い知ることができる。